# Epifanie (literatura)

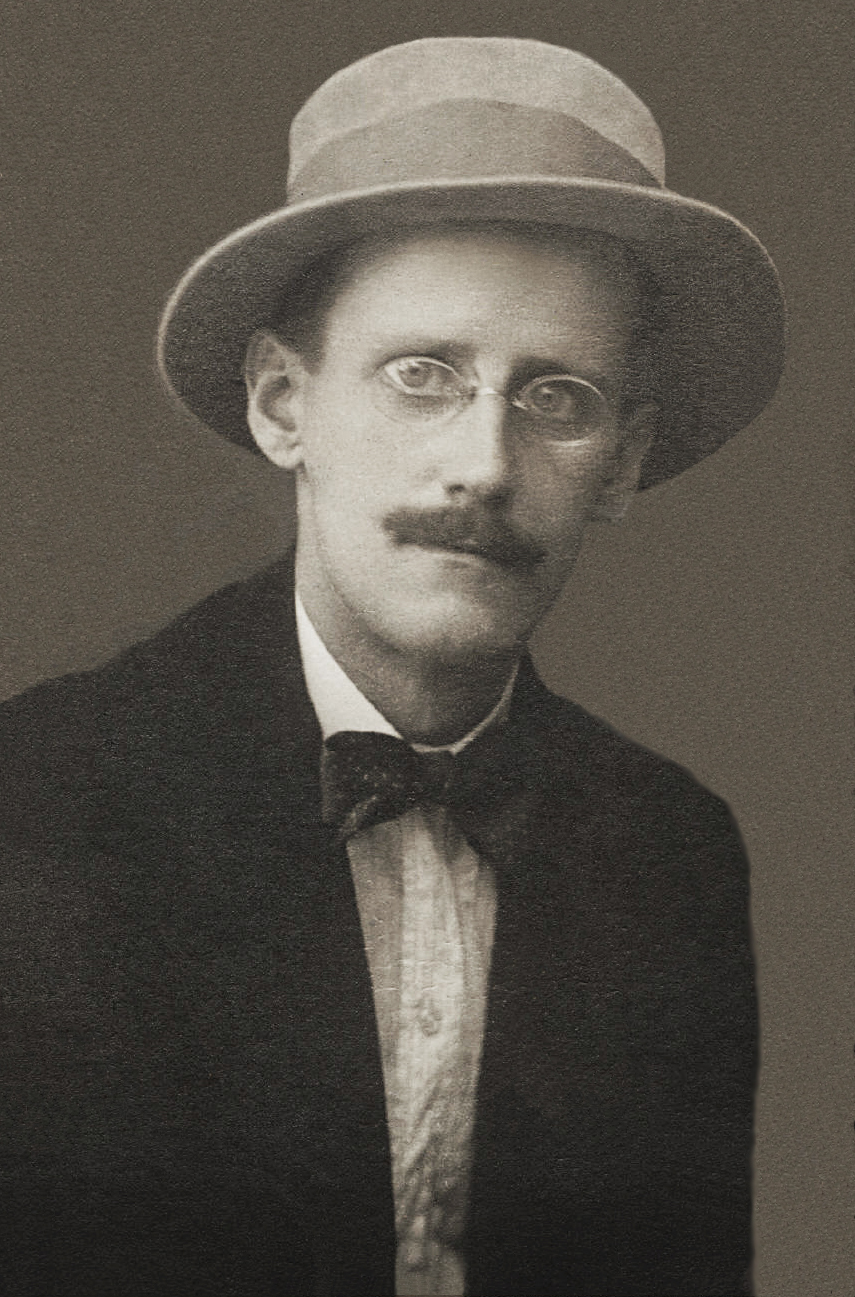
Pojem epifanie je v literatuře spojen zejména s dílem Jamese Joyce.

Pojem epifanie v literární vědě označuje okamžik, kdy postava literárního díla náhle prostřednictvím banální události nebo náhodného detailu dojde nového pochopení sebe sama, dosáhne osvícení či prozření nebo se vymaní z časovosti a nahlédne věčnost. Samotný pojem navazuje na náboženskou epifanii, kterou se rozumí zjevení božstva. Přestože je jeho rozšíření v literárním zkoumání spojeno zejména s dílem Jamese Joyce, hledají badatelé kořeny této literární strategie v romantických dílech, zejména u Williama Wordswortha, nebo v ještě starších textech.

## Charakteristika
Morris Beja definoval literární epifanii jako náhlé duchovní odhalení, vyvolané nějakým předmětem, scénou, událostí nebo pamětihodným stavem mysli, přičemž toto odhalení je nesrovnatelně větší, než by napovídala racionálně zhodnocená důležitost toho, co danou epifanii vyvolalo. Ashton Nichols jako základní vlastnosti literární epifanie určil šíři, mimočasovost a tajemnost. Šíří je míněno, že význam okamžiku pro postavu není omezen časem ani místem, mimočasovost znamená potlačení času při setkání s věčně platnou pravdou a tajemnost popisuje skutečnost, že epifanie je ve svém jádru nevysvětlitelná. Martin Bidney odmítl mimočasovost jako nutnou podmínku epifanie, a namísto toho navrhl jako další z podmínek zvýšenou intenzitu vnímání a emocí.

## Příklady
Nejvýznamnějším autorem spojovaným se strategií epifanie je James Joyce, někdy bývá epifanie dokonce označována za základní prvek jeho díla. Sám Joyce do literárního myšlení pojem uvedl, když v pasáži románu Štěpán hrdina (publikován až posmrtně, 1944) popsal, jak jeho vypravěč, Štěpán Dedalus, uvažuje právě o okamžicích životní epifanie a vzpomíná přitom na knihu o duchovních epifaniích, kterou dříve četl. Okamžiky epifanie pak Joyce uplatnil především ve své povídkové sbírce Dubliňané (1914). Dalšími autory, kteří koncept epifanie ovlivnili, byli Anton Pavlovič Čechov a Katherine Mansfieldová. Ve francouzském prostředí bývá popis epifanie rozeznáván v Hledání ztraceného času (1913–1927) Marcela Prousta. Morris Beja považoval za první nenáboženskou epifanii postavy v britské literatuře scénu z Tristrama Shandyho (1759–1767) Laurence Sterna, ve které vypravěčův strýček Toby propouští na svobodu mouchu, jež ho obtěžovala během jídla. Významnou roli hrála epifanie v básních romantických tvůrců, především Wordswortha, Blakea, Shellyho a Emersona. Robert Langbaum dokonce uvedl, že epifanie v romantické poezii zastoupila roli náboženství.